# Trésors enfouis Vol.2
Albums de Sages Poètes de la Rue
Trésors enfouis
(2005)
Trésors enfouis Vol.2 est le 5e album des Sages poètes de la rue.

## Liste des titres
1. Huit mesures de sagesse (2008)
2. Neologizium (1997)
3. Vétérans (2002)
4. Rêves et désirs (1997)
5. Jusqu'au boutiste (1997)
6. Casquette, basket feat Mala (1996)
7. Earth, Wind & Fire Style (1998)
8. Je veux un sage po feat Dolly Sistado (1997)
9. Vingt mesures de poésie (2008)
10. Fumigène feat Booba (1995)
11. Général P (2000)
12. Où êtes-vous ? (1996)
13. Qui es-tu ? (2002)
14. Alcool buveur (1996)
15. Séduction feat Lagonz Viv (1997)
16. On amène le boxon (1997)
17. On peut pas m'reprocher (2000)
18. Vingt-quatre mesures de rue (2008)